# موادع (ألبوم)
موادع، ألبوم غنائي من إنتاج شركة جوريم وتوزيع الأوتار الذهبية، تغنى به في حفل القاهرة العام 1411 هجرية، 1991م وأُنتِجَ ووزع في الأسواق في يوم الأحد ١٥ / ٧ / ١٤١٢هـ هجرية، الموافق 19 يناير 1992م.
في البداية كانت الطبعة الأولى تتكون من البومين في غلاف واحد: لوبكيت وموادع. جاء الشريط الأول من تأليف الشاعرة غيوض وتضمن: 1- لوبكيت 2- حروف الحب 3- ياحبني لك. اما أغنية وين أنت قام بتلحينها الفنان: خالد عبد الرحمن وجاء الشريط الثاني من تأليف الشاعر العاشق وتضمن: 1- موادع 2- ياضامية 3- لالا تهز الراس 4- فزولها 5- كنك وكني قام بتلحين الأولى والثانية: سمير مبروك قام بتلحين الثالثة: خالد البراك قام بتلحين الرابعة والخامسة الفنان: خالد عبد الرحمن. أنتجت الطبعة الأولى في عام 1992م وجاء بكمية محدودة وهو من أندر الطبعات ثم أنتجت الشركة بعد ذلك الالبومين كلاً على حده.
كان ملحن أغنية موادع سمير مبروك يفكر باعطاء الاغنية للفنان الكويتي عبد الكريم عبد القادر، ولكن اصر كاتب القصيدة ان يؤديها الفنان خالد عبد الرحمن لاحساسه بان العمل سينجح مع خالد أكثر من غيره.

## التنفيذ والتوزيع الموسيقي
تم تنفيذ والتوزيع الموسيقي الراحل المصري محسن عدلي باستديو القاهرة. وعمل على هندسة الصوت والمكساج مهندس الصوت محمد البنا. وتم تنفيذ الايقاعات كلاً من محمد باغويطه، صالح الشومر وخالد السعيد.

## طرح الألبوم 1992 قبل إصدار قانون رقم الفسح
قبل عام 1992م لم يكن هناك رقم فسح للألبومات. وابتداءً من العام 1993م بدأ تطبيق نظام رقم الفسح من وزارة الثقافة والإعلام السعودي وأي ألبوم لا يطرح في السوق إلا برقم فسح من وزارة الثقافة والإعلام وهذا لحفظ حقوق المغني والملحن والشاعر. جميع الفنانين اللذين كانت لهم ألبومات طرحت قبل 1993م كانوا مجبرين بفسح ألبوماتهم القديمة اللتي نزلت قبل 1993م عند إعادة طبعها مرة أخرى.
طرح البوم موادع وألبوم لو بكيت جميعا بوقت واحد وعدد الطبعات كانت محدودة. بعد نزول ألبوم لو بكيت وألبوم موادع بالأسواق عام 1992م ظلت الطبعة الأولى لكلا الألبومين لمدة عامين بالأسواق متوفرة. كانت ألبومات الفنان خالد قد نفذت من الاسواق أو على وشك نفاذها مثل ألبوم انتظرته وبقايا جروح. بدأ خالد العام 1993 بعمل طبعات جديدة مع شركة الخيول للإنتاج الفني لانتاج البومات أنتظرته وبقايا جروح.

## اسباب عدم طرح الطبعة الثانية لألبوم موداع
في العام 1994 عكف الفنان خالد على عمل طبعة جديدة لألبوم لو بكيت، ولكن ألبوم موادع لم يطبع! بسبب مشكلة برقم الفسح. كل ألبوم له رقم فسح خاص به ولكن عند صدور الألبومين عام 1992م برقم فسح واحد، أدت إلى إعادة طبع ألبوم واحد فقط من الألبومين وهو ألبوم لو بكيت 1994. عندما انتهت النسخ الموجودة بالسوق لألبوم موادع، لم يستطع خالد عمل طبعة ثانية بسبب رقم الفسح، وتم حل المشكلة وانتج ألبوم موادع بالطبعة الثانية من قبل شركة الاوتار الذهبية، وطرحت في الاسواق في 1419 هجريه.

## شاعر البوم موادع
شاعر البوم موادع هو العاشق، وهو الاسم المستعار للشاعر السعودي عبد المحسن بن سعيد. الشاعر العاشق ذكر نفسه مرتين بألبوم موادع في أغنية موادع ويقول فيها: «يروح العاشق المجروح يبكي.. ويشكي وقته في طبعه مخادع». وأغنية لا..لا تهز الراس ويقول فيها: «لو ترحم العاشق وتطفي جمرتك.. والا تفك قيود جنحاني واطير».

## أعمال الألبوم
- موادع.. من الحان سمير مبروك
- لا لا تهز الراس...من خالد البراك
- فزوا لها... من الحان سلطان الشادي وهو الاسم المستعار لخالد عبد الرحمن
- يا ضاميه... من الحان سمير مبروك
- كنك وكني... من الحان خالد عبد الرحمن..